# Novallas
Novallas es un municipio y localidad española de la provincia de Zaragoza, en la comunidad autónoma de Aragón. Forma parte de la comarca de Tarazona y el Moncayo.

## Toponimia
En textos medievales 1119-1120 el nombre aparece latinizado como Novalias. Un texto de 1128 hace referencia a un tal García Sanz de Novalla u García Sanç de Nowalga (una mera variante ortográfica).
El nombre parece provenir del latín Novalia, plural neutro del adjetivo latino novalis. Los romanos llamaban al barbecho ager novalis, pero también era aplicable a los yermos y a una nueva tierra nueva en una clase de cultivo. La evolución de Novalia a Novalla se hace de acuerdo con la fonética del aragonés y del mozárabe; en castellano la evolución hubiera sido hacia Novaja. Existen otros parajes con el mismo nombre en Aragón, como en Escatrón o en Sabiñánigo.

## Geografía
Integrado en la comarca de Tarazona y el Moncayo, se sitúa a 88 kilómetros de Zaragoza. El término municipal está atravesado por la carretera N-121-C y por una carretera local que conecta con Malón. 
| Noroeste: Monteagudo (Navarra) | Norte: Monteagudo (Navarra) | Noreste: Malón        |
| Oeste: Tarazona                |                             | Este: Malón y Vierlas |
| Suroeste: Tarazona             | Sur: Tarazona               | Sureste: Vierlas      |

El relieve del municipio está definido por los valles del río Queiles y su afluente el río Naón, y por una zona más escarpada al oeste. La altitud oscila entre los 530 metros al oeste y los 390 metros a orillas del río Queiles. El pueblo se alza a 427 metros sobre el nivel del mar. 
Su clima es mediterráneo continentalizado. Frío en invierno, cálido y seco en verano.

## Historia
La época romana tuvo en esta parte de la vega del Queiles un lugar privilegiado para situar sus explotaciones agrícolas o villa, que están siendo estudiadas por diversos investigadores. En una de estas villae se encontró el conocido como Bronce de Novallas, una inscripción en lengua celtibérica con grafía latina. Datan de esta época algunas de las acequias principales de la localidad.
Los moros, seguramente los creadores del núcleo urbano que hoy es Novallas, permanecieron aquí hasta 1610 (fecha de la expulsión de los moriscos de Aragón). De la época musulmana proviene gran parte de la magnífica red de acequias que abastecen las huertas del pueblo y la estructura urbana en su parte más antigua. Es posible que la iglesia fuera primero una mezquita y que el castillo tenga su origen en un fortaleza musulmana.
La conquista de Tarazona por Alfonso I El Batallador fue en 1119, por lo que se supone que en ese año también fue tomada Novallas, por alguien llamado Fortún Aznárez. De esta época debe ser el origen del nombre de Novallas, del latín novalia=lugares nuevos, barbecho, tierra preparada para volver a cultivar, que evolucionaría a Novallas según la fonética aragonesa (en castellano hubiese evolucionado a algo como novajas). 
Años después de la conquista Lázaro, el hijo de Fortún Aznárez, donó el castillo a los templarios. Quedan huellas de la estancia de los templarios en la iglesia, donde existe una cruz templaria tallada en el exterior del ábside. También existe un término entre Novallas y Monteagudo con el nombre de Templarios, que se supone, corresponde con el emplazamiento de un ermita utilizada por estos.
Los moros siguieron viviendo en Novallas como mudéjares. Eran mayoría y tenían entidad jurídica propia, manifestada a través de los acuerdos de su aljama, además de participar en las reuniones del Concejo. 
Las familias cristinas ocuparon el barrio de San Miguel. Al parecer, la parcelación de este barrio indica que podría haber sido repoblado según el Fuero Jaqués (casas iguales para hombres iguales). En este barrio hubo hasta hace poco una ermita. Junto a esta ermita existió un convento de monjes del que se han encontrado restos de su cementerio.
Al estar situado en territorio de frontera entre Navarra y Aragón, es posible que por algún periodo pudiera pertenecer a Navarra tras la muerte de Alfonso I y la separación de los reinos. De hecho se sabe que las localidades vecinas de Malón y Vierlas pertenecieron a Navarra.
Durante los años 1356-1369, estalló la llamada guerra de los dos Pedros, entre Castilla y Aragón, entre Pedro I de Castilla, el Cruel, y Pedro IV de Aragón, el Ceremonioso. Durante este conflicto Novallas paso a manos Castellanas, siendo finalmente recuperada por las tropas del obispo de Tarazona Pedro Pérez.
Como en el resto de Aragón, en 1610 son expulsados los moriscos. La expulsión afectó a 59 casas y 295 personas, que eran la mayoría de la población. Novallas no se recuperó de esta despoblación hasta los siglos XVIII o XIX.

## Demografía
Novallas cuenta con una población de 859 habitantes (INE 2024).
| Gráfica de evolución demográfica de Novallas entre 1842 y 2021                                                      |
| |
| Población de derecho según los censos de población del INE Población de hecho según los censos de población del INE |

## Economía
La principal actividad económica es la agricultura, aunque poco a poco va perdiendo importancia con respecto a la construcción, industria y servicios. La tierra está muy dividida, en régimen de minifundio. Casi toda pertenece a personas que la han recibido como herencia y que no tienen la agricultura como actividad principal o están ya jubiladas. La práctica totalidad del término de la localidad es regadío, siendo el de las zonas cercanas al río Queiles el de carácter más intensivo. Los cultivos principales son el olivo, el almendro, y el cereal. Las huertas suelen dedicarse al consumo propio, si bien hay alguna explotación dedicada a frutales, tomate o alguna otra hortaliza como la acelga. En otro tiempo, tuvo importancia la vid, pero en la actualidad su existencia es testimonial, al no pertenecer Novallas a ninguna de las denominaciones de origen cercanas. El espárrago, de gran importancia en las últimas décadas del siglo pasado, ha dejado de ser uno de los cultivos principales. A pesar de pertenecer a la denominación de origen Espárrago de Navarra, la competencia de países con mano de obra más barata ha hecho caer los precios y que la presencia de este cultivo en Novallas sea testimonial.
En ganadería, hay algunas granjas avícolas, si bien esta actividad ha decaído en los últimos años. También existe alguna granja de cerdos. La ganadería ovina sigue teniendo importancia y todavía existen varios rebaños de ovejas. Antaño, cada familia tenía unas pocas ovejas y cabras que se reunían en un corral municipal llamado "la vicera" para formar un rebaño comunal.
En cuanto a artesanía o industria, fue tradicional en Novallas la cestería y existieron varias fábricas y talleres dedicados a ella, pero esta actividad ya ha sido abandonada. La fábrica más importante que existe actualmente se dedica a la fabricación de muebles de cocina y baño. Otras actividades son la carpintería, la carpintería metálica o la reparación de vehículos. Se acaba de construir un polígono industrial, todavía por ocupar.
Una buena parte de los habitantes que trabajan en industria y servicios lo hacen en localidades cercanas de mayor tamaño, como Tarazona, Tudela e incluso Zaragoza o sus alrededores.
Relativo al comercio, existen pequeños establecimientos como bares, panadería, tienda de alimentación, cooperativa, tienda de ultramarinos, etc.
La construcción siempre ha tenido cierta importancia. Han existido varias cuadrillas de albañiles y en la actualidad hay una o dos empresas dedicadas a la construcción.

## Símbolos
Escudo cuadrilongo rectangular apuntado en la base. De oro los cuatro palos de gules de Aragón. Entado en punta y alzado, de azur, con un castillo de dos donjones laterales, de oro, mazonado de sable y aclarado de gules. Al timbre, Corona marquesal de oro, como cimera un murciélago de sable.
Este escudo, de reciente adopción, sustituye al escudo anterior, que se muestra en la imagen adjunta y que tiene en su pie la leyenda en latín "Ex Bellare Superbos". Esta leyenda parece ser una versión errónea del lema "Debellare Superbos" que aparece en la Eneida de Virgilio y que se puede traducir como "Someter a los Soberbios". El lema "Debellare Superbos" aparece asociado en la Revista de Historia y Genealogía Española al apellido Urriés del marqués de Ayerbe y también marqués de Novallas.
Bandera de paño rojo, de proporción 2/3, entado al asta de azul, fileteado de amarillo y cargado de un castillo amarillo con puerta y ventanas rojas.

## Administración y política

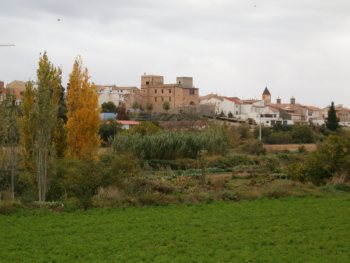
Vista de la localidad

Novallas es un municipio cuyo ayuntamiento está constituido por siete concejales, en la legislatura que empieza en 2023 cuatro son del Partido de los Socialistas de Aragón y tres del Partido Popular. El alcalde es Pedro Luis Lapuente Aranda del Partido de los Socialistas de Aragón.
| Período             | Alcalde                                                   | Partido  |  |
| ------------------- | --------------------------------------------------------- | -------- |  |
| 1979-1983           | José Luis Vázquez Baigorri                                | UCD      |  |
| 1983-1987           | Javier Gorrindo Lasheras                                  | AP       |  |
| 1987-1991           | Javier Gorrindo Lasheras                                  | AP       |  |
| 1991-1995           | Javier Gorrindo Lasheras                                  | PP       |  |
| 1995-1997 1997-1999 | Juan Luis Alegría Soria Honorio Jesús Fernández Cornago   | PAR PSOE |  |
| 1995-1997 1997-1999 | Juan Luis Alegría Soria Honorio Jesús Fernández Cornago   | PAR PSOE |  |
| 1999-2001 2001-2003 | José Manuel Chueca Echaúz Honorio Jesús Fernández Cornago | PAR PSOE |  |
| 1999-2001 2001-2003 | José Manuel Chueca Echaúz Honorio Jesús Fernández Cornago | PAR PSOE |  |
| 2003-2007           | Honorio Jesús Fernández Cornago                           | PSOE     |  |
| 2007-2011           | Honorio Jesús Fernández Cornago                           | PSOE     |  |
| 2011-2015           | Honorio Jesús Fernández Cornago                           | PSOE     |  |
| 2015-2019           | Honorio Jesús Fernández Cornago                           | PSOE     |  |
| 2019-2023           | Honorio Jesús Fernández Cornago                           | PSOE     |  |
| 2023-2027           | Pedro Luis Lapuente Aranda                                | PSOE     |  |

| Partido político    | Partido político                                    | 1979   | 1983   | 1987   | 1991   | 1995   | 1999   | 2003   | 2007   | 2011   | 2015   | 2019   | 2023   |
| Partido político    | Partido político                                    | Ediles | Ediles | Ediles | Ediles | Ediles | Ediles | Ediles | Ediles | Ediles | Ediles | Ediles | Ediles |
|                     | Partido de los Socialistas de Aragón (PSOE-Aragón)  | 3      | 3      | 2      | 3      | 2      | 3      | 4      | 4      | 5      | 5      | 5      | 4      |
|                     | Alianza Popular (AP)-Partido Popular de Aragón (PP) | —      | 4      | 4      | 4      | 3      | 2      | 2      | 2      | 2      | 2      | 2      | 3      |
|                     | Chunta Aragonesista (CHA)                           | —      | —      | —      | —      | —      | —      | 0      | 0      | 0      | —      | —      | —      |
|                     | Partido Aragonés (PAR)                              | —      | —      | 1      | 0      | 2      | 2      | 1      | 1      | —      | —      | —      | —      |
|                     | Unión de Centro Democrático (UCD)                   | 4      | —      | —      | —      | —      | —      | —      | —      | —      | —      | —      | —      |
|                     | Vox                                                 | —      | —      | —      | —      | —      | —      | —      | —      | —      | —      | —      | 0      |
| Total de concejales | Total de concejales                                 | 7      | 7      | 7      | 7      | 7      | 7      | 7      | 7      | 7      | 7      | 7      | 7      |

## Cultura

### Patrimonio

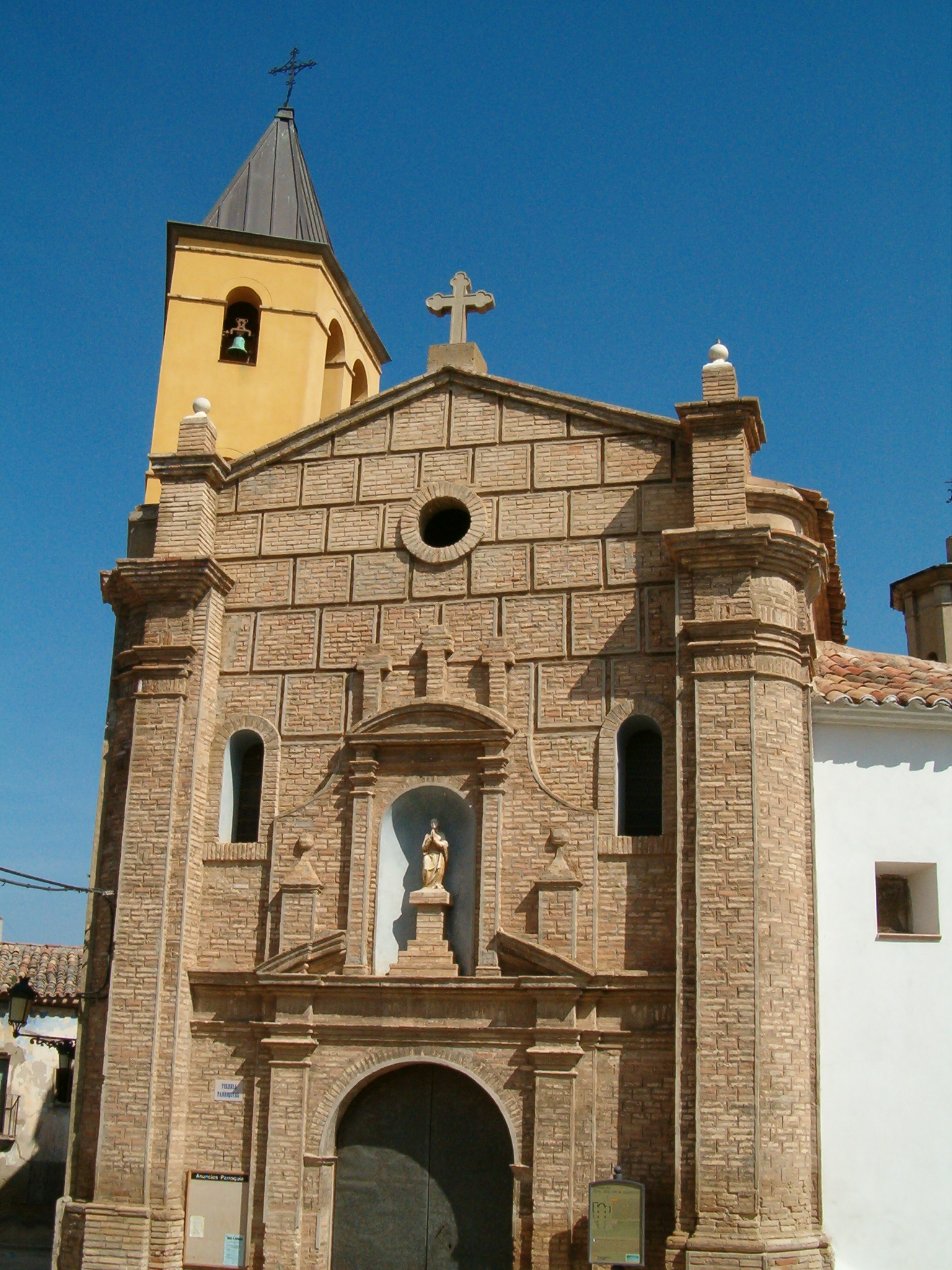
Iglesia de la Asunción

En el horizonte, se recortan las torres del castillo remodelado que hoy alberga la Casa Consistorial. La iglesia parroquial se advoca a San Marcial. Tiene sus antecedentes en el estilo románico, en el ábside y en el primer tramo de la nave. Durante los siglos XVI y XVII se le otorga su actual configuración. Destaca el busto de San Marcial.
Recomendable visitar la sala de exposiciones Sala Raíces sede de ALAM (Asociación Libre de Artistas del Moncayo). Es una antigua casa de labranza rehabilitada por el escultor novallero José Aguado (Joselito). Alberga diversas exposiciones artísticas que son renovadas a lo largo del año. También se celebran en ella actos culturales de interés. 
La Casa de Novallas alberga un museo que recrea el aspecto y modo de vida de una casa de agricultores de Novallas de principios del siglo XX. Contiene numerosos objetos que antaño fueron útiles, testimonio del modo de vida de otro tiempo no tan lejano, pero desconocidos para las nuevas generaciones.

### Tradiciones
Algunas de las tradiciones destacables son:
“La vieja”, que se celebra el jueves de la semana que coincide con la mitad de la Cuaresma y consiste en pedir a las abuelas la merienda (tradicionalmente tortilla con chorizo) para ir a comerla a la Fuente Vieja, situada a orillas del río Queiles.
La romería a Santipol es la segunda de las tres rogativas que precedían a la Ascensión relacionadas con la bendición de campos. La fiesta comienza con una procesión hasta llegar a un cabezo en el que se encuentra un pilar votivo desde el que se bendicen los campos. Es tradicional que el Ayuntamiento regale una bolsa de almendras saladillas y un bollo de pan a los asistentes.
El día de San Blas es tradición bendecir los roscones por la mañana.
En Novallas también solían celebrarse los días de San Antón y San Isidro.

### Gastronomía
El rancho es el plato típico para comer en cuadrilla. Consiste en un guiso de cerdo, liebre o conejo con patatas.
Durante las fiestas patronales se celebra un comida multitudinaria a base de judías pochas y toro de lidia estofado.
Las verduras y hortalizas son de muy buena calidad, especialmente la borraja, la chicoria, la alcachofa y el cardo.
Igualmente es apreciado el aceite de oliva elaborado en la cooperativa local (aceite San Marcial), con D.O.P. Aceite sierra del Moncayo.

### Habla
En Novallas se habla el mismo castellano con aragonesismos que en todos los lugares de alrededor, tanto en Aragón como en Navarra, con algunas palabras más propias de este último territorio, como ollaga (habitualmente aliaga en Aragón), lambinero (laminero en la mayor parte de Aragón), muete, farrachucho o topónimos como Lombo o Lombana. 
Se conoce un texto aljamiado proveniente de Novallas con fonética más bien castellana pero con conservación de la F- inicial como herencia de la fonética aragonesa:

i dame con-ella arrizqui halāl i bueno / i dame d-ella criaturas buenas

Yā ‘Alī, / no t-eches con tu mujer d-aky-a que ayas / dīcho «Bi-smi-llāhi r-rahmani r-rahī i», / i si no lo diras sera el-Aššaytān / aparçero en la criatura.

Yā ‘Alī, / no mires a la natura de la mujer la ora / del conçebir con-ella, i si lo faras / i judgara Allāh entre vosotros / criatura sera trabado de la lenwa. //

Yā ‘Alī, no t-eches con tu mujer / si a ella no plaze, si lo faras i judgara Allāh / entre vosotros criatura sera / desobidiente a vosotros.

Yā ‘Alī, no t-eches con tu mujer debǎso de arbol fruytible, si lo faras / i judgara Allāh entre vosotros / criatura sera macho i fembra.

Yā ‘Alī, no t-eches con tu mujer en-el perche / de casa, si lo faras i judgara Allāh» //

Como aragonesismos tenemos faras, fembra, aparçero, desobidiente, perche, la ora, d-aqui-a que, natura y trabado). echar-se con aunque con fonética castellana, puede representar un aragonesismo semántico (echarse en lugar de acostarse. Como arabismos, «i» que introduce a apódosis de una oración condicional traduce lo que en árabe se hace con fa, con la misma función; «judgara entre» es una traducción literal de la construcción árabe hakama bayna, con el sentido de: conocer a; el adjrtivo en -ble «fruytible» corresponde a un participio no adjetivo árabe). Y además hay léxico árabe: Allāh, yā arrizqi, halāl, Aššaytān y bi-smi-llāhi r-rahmāni r-rahīmi.

### Fiestas
Las fiestas patronales se celebran el 14 de septiembre dedicándose a la Santa Cruz y suelen durar una semana. En el año 2004 se recuperó la tradición del "Encierro Andando", interrumpida durante varios años por problemas con la normativa taurina del Gobierno de Aragón. Es uno de los actos más importantes de las fiestras patronales y actualmente está reconocido como "de interés turístico de Aragón".
El 30 de junio se celebra San Marcial, patrón de la localidad y el 4 de diciembre Santa Bárbara, la patrona. En la víspera de Santa Bárbara es tradición encender una hoguera en honor a la santa en la plaza que lleva su nombre.
Las Fiestas de la Juventud se celebran el último fin de semana de junio, a veces coincidiendo con el patrón San Marcial. Hay orquesta y vaquillas.

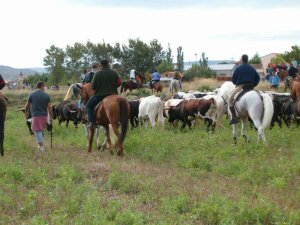
Encierro

La fiesta de Los Quintos se celebra el primer fin de semana de marzo. Los Quintos recorren el pueblo con una charanga pagada por ellos mismos invitando a tomar algo en sus casas a todo aquel que quiera acompañarles. Las Quintas suelen regalar una botella de licor a Los Quintos, salvo aquellas con novio forastero, que han de regalar dos botellas.

### Medios de comunicación
La revista cultural La Toque es la única publicación de carácter periódico de la localidad. Está redactada por voluntarios del pueblo y promovida por el ayuntamiento.